# Jim Hawkins
Jim Hawkins is een personage uit het boek Schateiland (1883) van de schrijver Robert Louis Stevenson. Hij is zowel het hoofdpersonage als de verteller in het boek.
In het begin van het boek is Jim Hawkins werkzaam in de familieherberg. Hij is dan zeventien jaar oud en samen met zijn moeder een dragende kracht van de herberg. Ze hebben dan als gast de voormalig piraat "Billy Bones" die kort geleden een aanzegging heeft gekregen genaamd de "Zwarte vlek". Zijn laatste woorden zijn, dat hij tot tien uur heeft en valt dan dood neer vanwege inwendige bloedingen. De kist die "Bones" bij zich had, wordt bekeken door Jim en zijn moeder en bevat o.a. een logboek met een gedetailleerd verslag van de schat van Kapitein Flint, met daarbij een schatkaart. Squire Trelawney wil onmiddellijk op zoek naar de schat en maakt plannen om een schip te ronselen samen met dokter Livesey en Jim.
Als Jim in Bristol aankomt, bezoekt hij Long John Silver in de "Spy Glass" herberg. Jim ontdekt dat zijn intenties zijn om het schip de "Hispaniola" te muiten en de buit voor zichzelf en zijn mannen te willen houden. Hij waarschuwt zijn meerderen Smollett, Trelawney en Livesey over de op handen staande muiterij.
Als Schateiland bereikt wordt, gaat het grootste gedeelte van Silver's bemanning aan land. Jim Hawkins is zich er dan nog niet bewust van, dat Silver's mannen hem de "Zwarte vlek" hebben gegeven en daarna gelijk eisten dat ze onmiddellijk de schat wilden bemachtigen. Echter wil Silver zelf een wat meer voorzichtige aanpak om muiterij te voorkomen tot de schat veilig aan boord is. Als Jim aan land is gekomen, weet hij uit de handen van Silver's mannen te ontsnappen, hij vlucht de bossen van het eiland in en is dan getuige als John Silver de bootsman Tom vermoordt, die loyaal was aan Kapitein Smollett. Als Jim vervolgens moet rennen voor zijn leven, ontmoet hij "Ben Gunn", een ex-bemanningslid van Kapitein Flint die als verstekeling al jaren op het eiland verblijft. Deze probeert Jim vriendelijk te behandelen in de hoop dat hij weer naar de beschaafde wereld terug te kunnen. Later weet Jim zijn medestanders Trelawney, Livesey en hun volgelingen terug te vinden op een beschutte plek van het eiland. Ze worden dan aangevallen door Silver en zijn mannen, maar worden terug gedrongen tijdens het gevecht.
Tijdens de nacht sluipt Jim uit de schuilplaats weg en weet met de boot van Ben Gunn naar het schip de "Hispaniola" te komen in het schemer van de nacht. Hij weet het anker los te slaan, waardoor het schip afdrijft uit het zicht van de piraten die aan land zijn. Als de dag aanbreekt weet Jim aan boord van de Hispaniola te klimmen en weet de enige aanwezige piraat Israel Hands uit te schakelen. Na wat gevechten en schermutselingen krijgen Kapitein Smollett, Jim en hun metgezellen de overhand. Ze vinden de gezochte schat in de grot waar Ben Gunn al die jaren verbleef. Vervolgens wordt de schat verdeeld en het schip keert huiswaarts. Tijdens de reis weet Long John Silver te ontsnappen met een deel van de buit in een roeiboot. Jim is niet gerust op de verdwijning van Silver en heeft nog regelmatig nachtmerries, waarbij de papegaai van de piraat de woorden "stukken van acht" roept.

## Vertolkingen
Acteurs  die de rol van Jim Hawkins in film of serie hebben vertolkt:
- Jackie Cooper in Treasure Island (1934)
- Bobby Driscoll in Treasure Island (1950)
- Kim Burfield in Treasure Island (1972)
- Christian Bale in Treasure Island (1990)
- Kevin Zegers in Treasure Island (1999)
- Tom Nagel in Pirates of Treasure Island (2006)
- Toby Regbo in Treasure Island (2012)